# Lucio Volusio Saturnino (cónsul 12 a. C.)

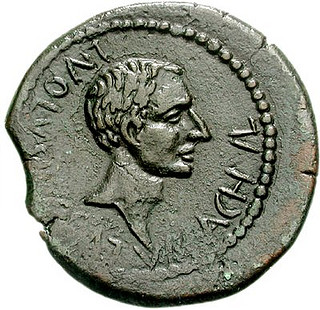
Dupondius de Acholla con la cabeza de Volusio y el texto "VOLVSIVS SATVR ACHVL"

Lucio Volusio Saturnino (en latín: Lucius Volusius Saturninus) también conocido como Lucio Volusio (fallecido en 20 a. C.) fue un senador romano proviente de una familia plebeya. Volusio fue un Homo novus, el primer miembro de su familia en servir como cónsul sufecto en 12 a. C., en sustitución de Publio Sulpicio Quirinio. Según Tácito, desempeñó funciones de censor para la selección de équites como miembros de la judicatura y se convirtió en la primera persona de su familia en amasar riquezas de las que su familia hacía gran ostentación.

## Familia
Volusio provenía de una antigua y distinguida familia senatorial,que según Tácito nunca llegó a ostentar ningún cargo superior al de pretor. Su padre era Quinto Volusio un prefecto que sirvió bajo  Cicerón de 51 a 50 a. C. en Cilicia y siendo alumno suyo de oratoria. Su madre era Claudia, tía del futuro emperador romano Tiberio. Su hermana era Volusia Saturnina.

## Carrera
Tras su consulado, Volusio fue admitido en el septemviri epulonum. Varios años más tarde sirvió como gobernador proconsular de África de 7 a 6 a. C., como queda atestiguado por las monedas de Acholla y Hadrumetum. De 4 a 5 a. C., Volusio sirvió como gobernador romano de Siria. Basándose en evidencias epigráficas, los horrea Volusiana no fueron construidos ni por Volusio ni por su nieto Quinto Volusio Saturnino, cónsul en 56.

## Matrimonio y descendencia
Volusio se casó con Nonia Polla, la hija de Lucio Nonio Asprenas cónsul en 36 a. C.. Polla le dio un hijo, Lucio Volusio Saturnino cónsul sufecto en 3, y una hija de cuyo nombre no queda constancia, pero cuya existencia se da por sentada para explicar la afirmación de Tácito de que Lolia Paulina era la sobrina del cónsul del año 3. Algunos antiguos académicos habían afirmado que Volusio y Nonia Polla tuvieron otra hija, Volusia Cornelia, pero Rudolf Hanslik ha demostrado que era la hija de otro Volusio Saturnino, el Quinto Volusio Saturnino cónsul en 92.